# Nina Hemmingsson
Nina Hemmingsson (née le 30 novembre 1971) est une auteure de bande dessinée suédoise. Elle réalise principalement des histoires courtes, souvent dotées d'une portée politique ou sociale.

## Biographie
Nina Hemmingsson naît à Uppsala en 1971.
Elle apparaît dans plusieurs émissions télévisées comme le programme littéraire Babel ou Gomorron Sverige (Bonjour la Suède).
Ses strips sont notamment publiés dans le journal Aftonbladet,.

## Bandes dessinées
Les bandes dessinées humoristiques de Nina Hemmingsson mobilisent une esthétique grotesque.
D'après l'universitaire Ylva Lindberg, sa popularité est comparable à celle de Claire Brétecher dans les années 1980.

## Adaptations
En 2008, un des albums de Nina Hemmingsson a fait l'objet d'une adaptation au théâtre dont la première a eu lieu à Helsinki. 

## Distinctions
- 2007 : 
  - Prix Adamson du meilleur auteur suédois pour l'ensemble de son œuvre[3]
  - Prix Urhunden du meilleur album suédois pour Jag är din flickvän nu[4]
- 2012 : Prix Karin-Boyes (sv), pour l'ensemble de son œuvre[5]
- 2019 : Prix Mare Kandre (sv)[6]

## Publications
- (sv) Nina Hemmingsson, Det är svårt att vara Elvis i Uppsala, Kartago, 2012 (ISBN 978-91-7515-009-3 et 91-7515-009-3, OCLC 878467558, lire en ligne)
- (sv) Nina Hemmingsson, Det var jag som kom hem till dig, Atlas, 2012 (ISBN 978-91-7389-414-2 et 91-7389-414-1, OCLC 858146837, lire en ligne)
- (sv) Nina Hemmingsson, Snyggast på festen, 2014 (ISBN 978-91-7515-047-5 et 91-7515-047-6, OCLC 1201687713, lire en ligne)
- (sv) Nina Hemmingsson, Jag är din flickvän nu, 2016 (ISBN 978-91-7515-195-3 et 91-7515-195-2, OCLC 1017088689, lire en ligne)
- (sv) Nina Hemmingsson, Min kompis Gunnar, 2016 (ISBN 978-91-7515-116-8 et 91-7515-116-2, OCLC 1048923456, lire en ligne)
- (sv) Nina Hemmingsson, Vad glad du är som får titta på mig, 2020 (ISBN 978-91-89015-11-1 et 91-89015-11-8, OCLC 1137203218, lire en ligne)

## Sources et références
1. 1 2  « NINA HEMMINGSSON. Difficile d’être Elvis à Uppsala », sur Courrier international, 5 juillet 2006 (consulté le 29 mai 2022)
2. 1 2 3 4 5  Ylva Lindberg, « Le pouvoir sur le rire et sur le monde : les bédéistes suédoises élèvent la voix », Recherches féministes, vol. 25, no 2,‎ 2012, p. 43–64 (ISSN 0838-4479 et 1705-9240, DOI 10.7202/1013522ar, lire en ligne, consulté le 29 mai 2022)
3. ↑  « Sture Hegerfors », sur www.hegerfors.se (consulté le 29 mai 2022)
4. ↑  (sv) « Pristagare »
5. ↑  (sv) « Karin Boyes Litterära pris », sur karinboye.se.
6. ↑  (sv) « Nina Hemmingsson får Mare Kandre-priset: ”Hon är en idol för mig” », Dagens Nyheter,‎ 15 novembre 2019 (ISSN 1101-2447, lire en ligne, consulté le 29 mai 2022)